# 가모가와정 (지바현)
가모가와정(鴨川町)은 일본 지바현 아와군에 일찍이 존재했던 정이다. 현재의 가모가와시 중부에 해당한다.
나가사군 지역의 행정 중심지이자 물자 집산지로서 발전한 마을이다. 본 항에서는 1889년(메이지 22년)에 정촌제 시행에 의해 편성된 가모가와초(초대), 쇼와 대합병 시에 신설합병으로 성립한 가모가와초(2대째)에 대해 다룬다.현재의 자치체인 가모가와시는, 1971년에 가모가와정  등 3정이 합병해 신설되었다.

## 역사
가모가와정은 아와국 나가사군에 속했으며 헤이안 시대 말기, 이시바시산 전투에서 야스후사로 도망친 미나모토노 요리토모를, 나가사군의 나가사 쓰네토모가 습격해 역공받아 살해당한 곳으로 전해지고 있다. 또한 마에하라는 원래 요코나기사의 벌판이었기 때문에 1643년에 마을로서 성립했다. 1673년 - 1681년 사이엔 기이국 스하라 촌에서 마카세 그물 어법이 이입되어 어업의 거점으로서,  정어리 생산거점으로 번창했다. 호랴쿠 4년(1754년), 후일 가모가와 정역 일원은 오오카 다다미쓰(당시에는 가쓰우라 번주, 후번청을 이전하여 무사시국 이와쓰키 번주)의 영지가 되었다. 이후 이와쓰키 번 오오카 가문이 막부 말기까지 당지의 영주였다.야스후사 국내에 그 밖에도 산재하는 영지를 지배하기 위해, 이와츠키번은 마에하라 진야토모를 중심으로 단속 출장소를 창고로 쓰였다.
근대에 접어들면서 게이오 4년/메이지 원년, 도토미국 요코스카번 3만 5000석의 번주였던 니시오 다다아쓰가 나가사 군 일대의 영주로 옮겨졌다.하나부사촌(현재의 가모가와시 하나부사)을 장래의 성지로 정했기 때문에 하나부사번이라 칭하였는데, 임시번청으로 곳간대에 있던 원래의 이와쓰키번 단속출장소를 사용한 1871년 7월의 폐번치현에 의해 하나부사번은 폐지되었지만(동년 11월에 기사라즈현에 편입, 1873년에 지바현의 일부가 됨), 마에하라는 그 후에도 아와 동부의 행정 중심지로서 역할을 하게 된다. 1872년에 대구소구제가 설치되자 기사라즈현 제2대구(아사이군·나가사군을 관할)의 대구 취급소가 마에하라에 놓인다.
1874년, 요코나기사촌으로부터 마에하라정이 분촌했다. 에도시대 후기부터 마에하라의 분촌을 요구하는 움직임이 있었는데, 이것이 실현된 것이다
1878년 지바현에 군구정촌 편제법이 시행되었다.군 차원의 광역 행정 조직으로 호조정에 아와타이라 조이 나가사 군청이 설치되었는데, 1880년(메이지 13년) 나가사 군 등을 관할하는 군청 출장소가 마에하라에 설치되었다
1889년, 정촌제 시행에 따라 마에하라정·요코나기사촌·카이나기사촌·이소촌이 합병해 가모가와초가 성립하였다「가모가와정」이라고 하는 町名는 성립할 즈음하여 새롭게 정해진 것으로, 町域을 가모강을 흐르고 있는 것으로부터 왔다
[메이지 22년 치바현 정촌분할 자료]에 기재된 가모가와정의 [新町名撰定ノ]에 의하면, 4정촌 중 가장 저명한 마에하라정의 이름을 그대로 신마치 이름으로 하는 안이 있었지만, 자력이나 호수에서 카이사무라에 미치지 못했기 때문에 마에하라정과 가이사촌 사이를 흐르는 가모가와의 이름을 따왔다는 경위가 기록되어 있다
이밖에「加茂(가모)」가 나가사군 소재의 향으로서 헤이안 시대 성립의 『왜명류취초』(『왜명초』)에도 기재되는 유서 깊은 지명이라는 점(加茂鄕의 정확한 소재지는 알 수 없으나, 가모천이 흐르는 이 지역에 있다고 생각되었다)도 참조되었다.'가모강'이 아닌 '압천'으로 삼은 것은 글자 수·자체를 갖추기 위한 것 같다
1925년(다이쇼 14년), 호조선(현재의 우치보선에 해당한다)의 후토미역 - 아와카모가와역간이 연장 개업해, 아와카모가와역이 개업. 1929년에는 보소선(현재의 소토보선에 해당한다)의 가즈사오키쓰역-아와카모가와역간이 연장 개업해, 보소반도를 일주하는 선로가 연결되었다

### 연혁
- 1889년 4월 1일 - 정촌제 시행에 의해 마에하라정, 요코나기사촌, 가이기사촌, 이소촌과 합병해 나가사군 가모가와정이 성립하였다.
- 1897년 4월 1일 - 나가사 군이 통합되어 아와군이 되었다.
- 1954년 7월 1일 - 다하라촌, 사이조촌, 도조촌와 합병해, 새로운 가모가와정을 신설하였다.
- 1971년 3월 31일 - 에미정, 나가사정과 합병해, 가모가와시가 신설되어. 동일 가모가와정이 폐지되었다.

## 회사
1888년에 기록된 『메이지 22년 지바현 정촌분합자료』에 의하면, 마에하라쵸는 상업과 어업, 그 외의 마을은 어업과 농업으로 생계를 유지하고 있었다고 한다
1926년발행된 『지바현 아와군지』에서 가모가와정은 「아와정 제2의 명읍」을 칭하고 있다. 주민의 생업으로서는 어업이 가장 많고, 상업이 이에 버금가는 것으로 하고 있다. 이 책에서는 해산품으로서 정어리· 가다랑어·고등어·꽁치·전갱이를 들어, 상업은 구 나가사군 일대의 물자 집산지로서의 활발한 활동이 기록되어 있다.
1971년, 가모가와시 발족시의 가모가와정에 대해서, 농업과 어업이 번성하고 있는 것과 동시에, 구 나가사군의 경제의 중심지·물자의 집산지로서 상업으로 번영하고 있던 것, 또, 관광 거점으로서도 발전을 보이고 있던 것이 특징으로서 꼽히고 있다